# Камынина, Светлана Сергеевна
Светла́на Серге́евна Камы́нина (род. 25 января 1979, Дружковка, Донецкая область, Украинская ССР, СССР) — российская актриса театра и кино. Известна как исполнительница роли главврача Анастасии Кисегач в телесериале ТНТ «Интерны».

## Биография
Родилась 25 января 1979 года в Дружковке Донецкой области, с полугодового возраста жила в Челябинске. Отец Камыниной — банковский служащий, мать — учитель математики в школе. С ранних лет родители воспитывали в девочке самостоятельность. Уже с 13 лет Светлана сама себя обеспечивала: преподавала детям английский, работала в газете объявлений, официанткой в кафе на Пушкинской площади, уборщицей у художника по стеклу. После 9-го класса пошла учиться в Московскую банковскую школу при Центральном банке Российской Федерации, а после неё поступила сразу на третий курс во Всероссийский заочный финансовый экономический институт на вечернее отделение. При этом с детства мечтала стать актрисой.
По окончании института и трёх лет работы в банке поняла, что эта работа не для неё, и в 1999 году поступила на актёрский факультет Международного Славянского института. Её учителями в институте были Иван Москвин-Тарханов и Геннадий Фролов. В студенческих спектаклях играла не героинь, а их мам, так как была самой старшей на курсе. По окончании института долго не могла найти себе работу и трудилась на стойке регистрации в гостинице.

## Карьера
В 2004 году начала сниматься в эпизодических ролях в кино, первая роль в сериале «Аэропорт».
В 2005—2006 годах Камынина играла на сцене Московского областного ТЮЗа. По словам Светланы, её первая роль в театре, не считая ролей в студенческих постановках, была роль избушки на курьих ножках в ТЮЗе: «Я ходила по сцене в объёмном каркасе, лица видно не было, торчали только ноги с надетыми на них пенопластовыми лапами, и говорила: „Я с лета не метёна, с осени не топлёна…“»
В 2006 году перешла в труппу театра «Практика». В 2007 году произошло глобальное для актрисы событие — встреча с французским режиссёром Жоэлем Помра, который ставит спектакль «Этот ребёнок». Спектакль запомнился столичным театралам благодаря яркой, насыщенной экспрессией роли в спектакле Светланы Камыниной. В 2010 году режиссёр ставит спектакль «Пиноккио» с участием Светланы Камыниной на сцене центра имени Мейерхольда.
Летом 2008 года пошла на кастинг «Интернов». Сначала роль главврача была в сериале второстепенной, но эпизодов с ней становилось всё больше.
Работала в театре «Практика». В 2016 году приняла участие в проекте канала НТВ «КиношоУ».

## Общественная позиция
В 2018 году приняла участие в проекте «Новой газеты» в поддержку осужденного в России украинского режиссёра Олега Сенцова.

## Творчество

### Роли в театре
- Папа уходит, мама врёт, бабушка умирает (Центр имени Вс. Мейерхольда)
- Торговцы (Жоэль Помра) ― озвучивание (фестиваль NET 2007 г.)
- Этот ребёнок (Жоэль Помра) (театр «Практика»)
- Пиноккио (Жоэль Помра) (театр «Практика», на сцене Центра имени Мейерхольда)

### Фильмография
- 2005 — «Аэропорт» — Алла
- 2005 — «Бальзаковский возраст, или Все мужики сво…» — Света
- 2005 — «Бумер. Фильм второй» — Ленка
- 2006—2007 — «Любовь как любовь» — Рита Зуйкова
- 2006 —  «Кадетство» — сестра Яши
- 2007 — «Простые вещи» — Катя
- 2007 — «Личная жизнь доктора Селивановой» — пациент
- 2009 — «Час Волкова 3» (29 серия «Любовь до гроба») — Люба
- 2010 — «Москва. Центральный округ — 3» — Тамара Соколова
- 2010 — «И дольше века длится день» — Валентина Терешкова
- 2010 — «Черчилль» (17—18 серии) — Лера, младшая дочь Магдановского
- 2010—2016 — «Интерны» —  главврач Анастасия Константиновна Кисегач
- 2011 — «Откровения» — Рая, учительница танцев
- 2011 — «Дело гастронома № 1» — Зара
- 2013 — «Анютино счастье» — Ольга
- 2015 — «Страна ОЗ» — жена барда
- 2017 — Z — жена барда
- 2019—2020 — «Фитнес» — Белла Ринатовна Файзулина (2—4 сезоны)
- 2020 — «Проект „Анна Николаевна“» (3 серия) — Клопова
- 2020 — «Окаянные дни» (новеллы «Вторая семья» и «Мать») — Виктория
- 2021 — «Полёт» — Ольга, бывшая жена Игоря Жабенко
- 2021 — «Настя, соберись» — Алла Кириловна
- 2021 — «Ле.Ген.Да» — Валентина Фролова
- 2021 — «Добро пожаловать в семью» — Надежда Викторовна Кузьмина, прокурор области, полковник юстиции
- 2022—2023 — «Два холма» — Вера Надеждовна, Мать Двух Холмов
- 2022 — «Алиса не может ждать» — офтальмолог
- 2023 — «Чёрное облако» — Мария
- 2023 — «Ира» — мать Иры
- 2023 — «ШКЛТ 2.0» — Светлана Владимировна, мама Элизабет

### Озвучивание
- 2010 — «Генсбур. Любовь хулигана» — Джульетта Греко
- 2010 — «Кроличья нора» — Гэби
- 2011 — «Джейн Эйр» — Мисс Рид
- 2016 — «Светская жизнь» — Эвелин
- 2019 — Мультерны — главврач Кисегач[5]

## Награды и номинации
- Номинант премии «Ника» в 2007 году за ролью второго плана — Кати в фильме «Простые вещи» Алексея Попогребского.
- Лауреат премии «Золотой носорог» за роль Анастасии Кисегач в ситкоме «Интерны» 28 февраля 2011 г.